# Star1 Airlines
star1 airlines war eine litauische Billigfluggesellschaft mit Sitz in Vilnius.

## Geschichte
Im Jahr 2009 gründete die Star Team Group, die Holding des litauischen Reiseveranstalters Star1 Holidays, durch die Übernahme der HC Airways die star1 airlines. Am 22. September 2010 wurde der Flugbetrieb eingestellt, nachdem das Flugzeug der Gesellschaft wegen offener Forderungen in Dublin festgesetzt wurde.

## Flugziele
Neben Charterflügen für den Reiseveranstalter Star1 Holidays in die Türkei, nach Ägypten, Griechenland und Spanien wurden auch Linienflüge während des Sommerflugplans nach London, Mailand, Dublin, Girona und Edinburgh angeboten.

## Flotte
Im September 2010 bestand die Flotte der star1 airlines aus einem Flugzeug:
- 1 Boeing 737-700 mit 148 Sitzplätzen